# Nuutinsaari (ö i Mellersta Finland)
Nuutinsaari är en ö i Finland. Den ligger i sjön Ylä-Keitele och i kommunen Viitasaari i den ekonomiska regionen  Saarijärvi-Viitasaari och landskapet Mellersta Finland, i den centrala delen av landet, 300 km norr om huvudstaden Helsingfors. Öns area är 2,7 hektar och dess största längd är 390 meter i sydöst-nordvästlig riktning.